# Innings
Ein Innings im Cricket ist ein Spieldurchgang, währenddessen eine Mannschaft die ganze Zeit das Schlagrecht besitzt. Im Cricket ist dieser Begriff zugleich Einzahl und Mehrzahl (ein Innings, zwei Innings, …). Ein Spiel besteht aus ein oder zwei Innings pro Mannschaft.
Nur die Schlagmannschaft kann während des Innings Runs, also Punkte, erzielen. Es ist spätestens dann abgeschlossen, wenn 10 der 11 Schlagleute (Batsmen) dieser Mannschaft ausgeschieden sind. Jeder der meist elf Spieler muss also für sein Team schlagen. Der Kapitän muss sich jedoch nicht auf eine Schlagfolge (batting order) festlegen, die in vielen Fällen aber de facto vorher bekannt ist. Vor dem Spiel wird durch Münzwurf (toss) ausgelost, welcher Kapitän darüber entscheiden darf, welche Mannschaft zuerst schlagen darf oder muss. 

## 1-Innings- und 2-Innings-Spiele
Hauptsächlich im First-Class Cricket und damit auch im Test Cricket (5-Tages-Länderspiele) besteht ein Spiel aus zwei Innings pro Team, deren Punkte-Ergebnis zusammengezählt wird. Die zeitliche Dauer der einzelnen Innings ist nicht vorgeschrieben, aber die Gesamtspielzeit ist im Allgemeinen begrenzt. In diesen Spielen kann auch batting order beider Innings voneinander abweichen.
Im One-Day Cricket (Ein-Tages-Cricket) dagegen hat jede Mannschaft nur ein Innings zur Verfügung, dieses ist darüber hinaus noch durch eine vorher festgelegte Overzahl (1 Over = 6 Würfe) begrenzt, häufig 40 oder 50 Over pro Innings. Aufgrund der Overbegrenzung der Innings gibt es bei dieser Spielform keine zeitliche Begrenzung.

## Declaration
Declaration bedeutet, dass der Kapitän der Schlagmannschaft aus taktischen Gründen auf die Weiterführung des Innings seiner Mannschaft verzichtet. Damit verzichtet er für seine Mannschaft auf die Möglichkeit, weitere Runs (Punkte) in diesem Innings erzielen zu können.
Diese auf den ersten Blick für sein Team schädliche Maßnahme geschieht einzig aus dem Grund, in der noch verbleibenden Spielzeit alle zehn gegnerischen Schlagleute in deren Innings aus dem Spiel werfen zu können.
Denn im insgesamt letzten (zweiten oder vierten) Innings des Spiels besteht die Gewinnbedingung für die Schlagmannschaft darin, die Punktzahl der anderen Mannschaft zu überbieten, die der Feldmannschaft in der Aufgabe, gerade dies durch das „aus dem Spiel werfen“ aller gegnerischen Schlagleute rechtzeitig zu verhindern. Bei auf Zeit begrenzten Spielen, beispielsweise im First-Class Cricket, kann es aber passieren, dass keine der Mannschaften ihr Ziel in der vorgegebenen Zeit erreicht. Das Spiel endet dann als Remis (draw). Dies steht im Gegensatz zu einem Unentschieden (tie), welches Punktegleichstand bei gleichzeitigen Abschluss (meist all out) des Innings voraussetzen würde.
Der Kapitän der Schlagmannschaft in einem der früheren Innings kann daher in die Situation kommen, wenn die Spielzeit schon relativ weit fortgeschritten ist, abschätzen zu müssen, ob der bis dahin herausgespielte Run-Vorsprung schon groß genug ist, dass einerseits die andere Mannschaft diesen in der verbleibenden Spielzeit nicht mehr aufholen kann, dass aber andererseits genug Zeit übrig bleibt, um zehn Schlagleute des Gegners aus dem Spiel werfen zu können.
Die Declaration als taktische Maßnahme der Schlagmannschaft ist im One-Day Cricket, da keine Spielzeitbegrenzung besteht, nicht sinnvoll und dort auch meist verboten.

## Forfeiture
Eine Forfeiture ist letztlich nur der extreme Fall einer Declaration, da die Schlagmannschaft hier schon vor Beginn des Innings vollständig auf dieses verzichtet.
Manchmal, und das gilt entsprechend auch für Declarations, vereinbaren die Kapitäne gemeinsam auf je ein Innings zu verzichten, wenn durch schlechte Witterung schon so viel Spielzeit verloren gegangen ist, dass nicht mehr mit einem definitiven Ergebnis gerechnet werden kann. Da in Ligen für ein Remis (Draw) im Allgemeinen weit weniger Punkte vergeben werden als für ein echtes Unentschieden (Tie), gehen viele Kapitäne das erhöhte Risiko einer Niederlage ein.

## Follow-On
Der Begriff Follow-On, der im Englischen auch als Verb verwendet wird (to follow-on), beschreibt die Tatsache, dass die als zweite schlagende Mannschaft in einem 2-Innings-Spiel unmittelbar nach ihrem ersten Innings auch ihr zweites absolvieren muss.
Die als erste schlagende Mannschaft kann so ein Follow-On erzwingen, wenn sie einen bestimmten Vorsprung nach den jeweils ersten Innings beider Mannschaften herausgespielt hat. Dieser ist von der Spieltageanzahl abhängig.

### Mindestvorsprung für Follow-On Option
- 200 Runs in Spielen von 5 oder mehr Tagen
- 150 Runs in 3- und 4-Tages-Spielen
- 100 Runs in 2-Tages-Spielen
- 75 Runs in 1-Tages-Spielen

Wenn ein Spiel verspätet beginnt, üblicherweise wegen Regens, sind die verbleibenden Spieltage vom tatsächlichen Spielbeginn ausschlaggebend. Vollständig verlorene Spieltage nach Spielbeginn haben keinen Einfluss.

### Taktische Überlegungen zum Follow-On
Es liegt im Ermessen des Kapitäns der führenden Mannschaft, ob er auf die Anwendung des Follow-On bestehen will. Um nicht in die oftmals schwierige Situation zu gelangen, über eine Declaration nachdenken zu müssen (siehe oben), wird meistens das Follow-On erzwungen.
Die Hauptgründe, die gegen ein Follow-On sprechen, sind erstens die Tatsache, dass es insbesondere für die Bowler sehr anstrengend sein kann, in zwei Innings hintereinander im Feld zu spielen und dass zweitens die Pitch gegen Ende des Spiels oft schwieriger für die Schlagleute zu spielen wird.

### Geschichte des Follow-Ons
Die Anwendung des Follow-Ons wurde erstmals 1787 erwähnt. Ab 1835 war es Bestandteil der offiziellen Regeln, die besagten, dass ab 100 Runs Rückstand ein Follow-On angewendet werden musste. Die Anzahl wurde 1854 auf 80 für Mehrtagesspiele und 60 in Eintagesspiele reduziert und 1894 auf 120 Runs für Mehrtagesspiele ausgeweitet. Zum Ende des 19. Jahrhunderts legte Australien abweichende Regeln fest, und ab 1900 war das Follow-On nur noch optional. Ab 1914 wurde die Regel eingeführt, dass wenn der erste Tag eines Spieles ausfällt, dieser nicht auf die Tage zur Berechnung des Run-Unterschiedes angerechnet wird. Seit 1962 gilt bei Fünf-Tagesspielen die 200-Run-Grenze.

## Siege für Mannschaften, die in das Follow-On mussten
Obwohl es nicht unmöglich ist, sind Siege für Mannschaften, die in das Follow-On mussten, sehr selten. Im First-Class Cricket erhalten diese Spiele oft legendären Status.
In einem Meisterschaftsspiel zwischen Warwickshire und Hampshire im Jahr 1922 in Edgbaston (Birmingham) erzielte Hampshire in seinem ersten Innings nur lächerliche 15 Runs, nach Warwickshires 223. Dies ist die siebtniedrigste Punktzahl in einem abgeschlossenen First-Class Innings. Hampshire musste in das Follow-On und erreichte erstaunliche 521 Runs im zweiten Innings, um dann Warwickshire für 158 auszubowlen und mit komfortablen 155 Runs zu gewinnen. Fünfzehn Runs ist bis heute die niedrigste Runzahl in einem abgeschlossenen First-Class Innings für eine Mannschaft, die das Spiel noch gewonnen hat.

### Botham’s Test – Headingley (Leeds), 1981
In der Saison 1981 startete der englische Star-Allrounder Ian Botham mit einer schwachen Leistung als Kapitän in die 6-Match Ashes-Serie gegen Australien. Nach einer Niederlage und einem Remis in den ersten beiden Spielen wurde er als Kapitän durch Mike Brearley ersetzt, blieb aber in der Mannschaft. Die Australier galten hinter dem Team aus West-Indien (Karibik) als das zweitbeste Team der Welt und besaßen mit Dennis Lillee, Terry Alderman und Geoff Lawson drei der besten Bowler überhaupt.
Das dritte Spiel der Ashes-Serie in Headingley (Leeds) begann für England wieder sehr schlecht. Mit nur 174 Runs, nachdem Australien 401 in ihrem Innings erzielt hatte, musste England in das Follow-On. Ian Botham war noch der einzige Lichtblick in der englischen Mannschaft mit 50 Runs bzw. 6 Wickets in den beiden Innings. Im zweiten Innings Englands kam Botham beim Stand von 105 für 5 Wickets zum Einsatz, kurz danach schieden noch Geoff Boycott und der englische Wicket-Keeper Bob Taylor aus. Mit 135 für 7, immer noch 92 Runs hinter Australien, schien die Niederlage besiegelt.
Das Wettbüro Ladbrokes bot zu diesem Zeitpunkt die mittlerweile berühmte Quote 500-1 gegen England und zwei der australischen Spieler, der Wicket-Keeper Rod Marsh und Dennis Lillee, setzten zum Spaß geringe Summen auf England. Was heutzutage ein Skandal wäre, war damals nur eine witzige Anekdote. Als der englische Bowler Graham Dilley als neunter Batter zu ihm auf das Feld kam, soll Botham gesagt haben, „Right then, let’s have a bit of fun…“ (Also, lass uns noch ein bisschen Spaß haben). Nicht ohne die Unterstützung der restlichen Batsmen erreichte Botham daraufhin erstaunliche, und für die Zuschauer unterhaltsame, 149 not out, was England den geringen Vorsprung von 129 Runs einbrachte. Australien sah immer noch wie der sichere Sieger aus. Am nächsten Tag aber erreichte ein entfesselter Bob Willis 8 Wickets für nur 43 Runs, und Australien, das bei 56 Runs erst 1 Wicket verloren hatte, ging mit 111 all out unter.
Dies war erst der zweite von bis heute (2010) drei Fällen im Test-Cricket, in denen eine Mannschaft, nachdem sie in das Follow-On musste, noch gewonnen hat. In allen drei Fällen war am Ende Australien der Verlierer (zweimal gegen England und einmal gegen Indien).